# Opel 60PS (1927)
La 60PS era una piccola famiglia di autovetture di lusso prodotta dalla Casa automobilistica tedesca Opel dal 1927 al 1929.

## Profilo e storia
Nel 1924 fu tolta di produzione la Opel 14/48 PS, modello di lusso ultima evoluzione di quella serie inaugurata con la 13/30 PS già nel 1912. Si rendeva necessario quindi trovare una sostituta a tale modello. Fu così che fu avviato un progetto dal quale sarebbero nate due piccole famiglie di vetture: da una parte la 50PS, la cui capostipite, la 12/50 PS, sarebbe stata una delle due eredi della 14/48 PS e con il suo propulsore da 3.1 litri ne avrebbe ripreso l'eredità più in basso. L'altro modello erede della 14/48 PS apparteneva invece alla seconda famiglia nata da tale progetto, la 60PS, e montava un'unità da 3.9 litri.

### La 15/60 PS

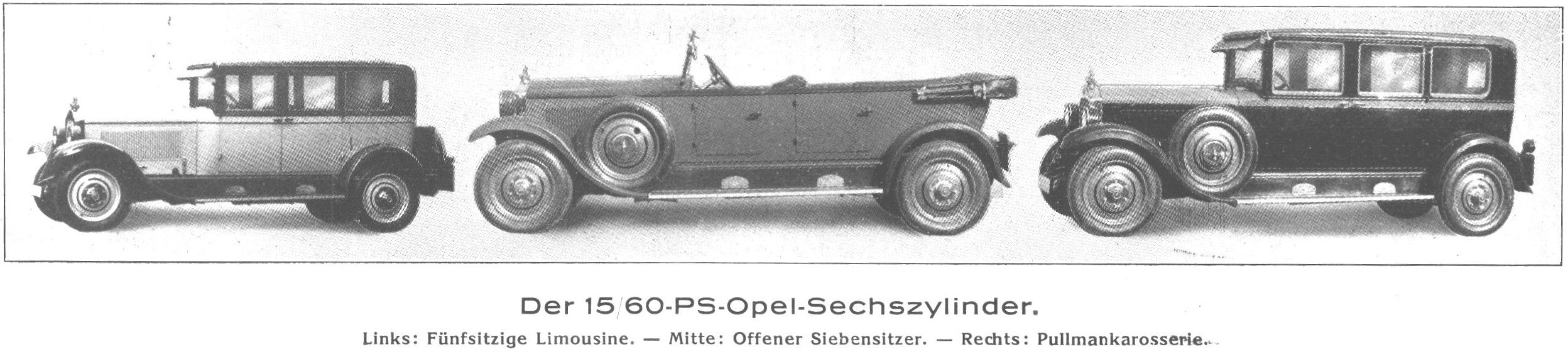
Le tre varianti di carrozzeria

Tale modello fu la 15/60 PS, noto anche con la denominazione di Modello 100 e che fu lanciato nel 1927. La 15/60 PS condivideva telaio e gran parte della meccanica con la 12/50 PS, lanciata nello stesso anno.
Identiche furono le soluzioni tecniche dei freni a tamburo sulle quattro ruote, delle sospensione a balestra semiellittica davanti e a quarto di balestra dietro e della trasmissione con cambio a tre marce, frizione a dischi multipli e differenziale a dentatura a spirale.
Diverso era invece il motore, praticamente una versione rialesata del 3.1 litri della 12/50 PS, il quale passò da 3136 a 3882 cm³ e ne conservava tutte le altre caratteristiche, come la distribuzione a valvole laterali comandate da catena. La potenza massima era di 60 CV a 2800 giri/min, sufficienti per spingere la vettura a una velocità massima di circa 100 km/h.
La 15/60 PS era disponibile in tre varianti di carrozzeria, vala dire torpedo a sette posti, limousine e familiare, quest'ultima a sua volta ottenibile in configurazione standard o lusso.
Fu prodotta dall'inizio del 1927 alla fine del 1928.

### La 4,2 L
La 15/60 PS fu sostituita a sua volta non da uno, ma da due modelli: da una parte vi fu la 14/50 PS, detta anche 3,7 L, mentre dall'altra vi fu la 16/60 PS, detta anche 4,2 L. Come la 15/60 PS era imparentata con la 12/50 PS, così la 4,2 L era imparentata con la 3,7 L. Di essa riprese le due varianti di telaio su cui nasceva, rispettivamente con passo da 3,21 o 3,45 m.
Dalla 3,7 L vengono riprese anche le soluzioni relative a sospensioni, freni e trasmissione, le quali ricalcavano tra l'altro anche quanto già visto sulla 15/60 PS. Il motore della 4,2 L era una versione rialesata del 6 cilindri che equipaggiava la 3,7 L: l'alesaggio passò infatti da 83 a 89 mm, con conseguente aumento della cilindrata da 3636 a 4181 cm³. La potenza massima era sempre di 60 CV, invariata rispetto alla 15/60 PS, così come invariate erano le prestazioni.
L'altra significativa differenza stava nel maggior numero di carrozzerie disponibili: oltre a quanto già previsto per la 15/60 PS, vi era la possibilità di avere la 4,2 L anche come cabriolet o come roadster.
La 4,2 L fu prodotta dall'inizio alla fine del 1929 in soli 39 esemplari.